# خوشووچک

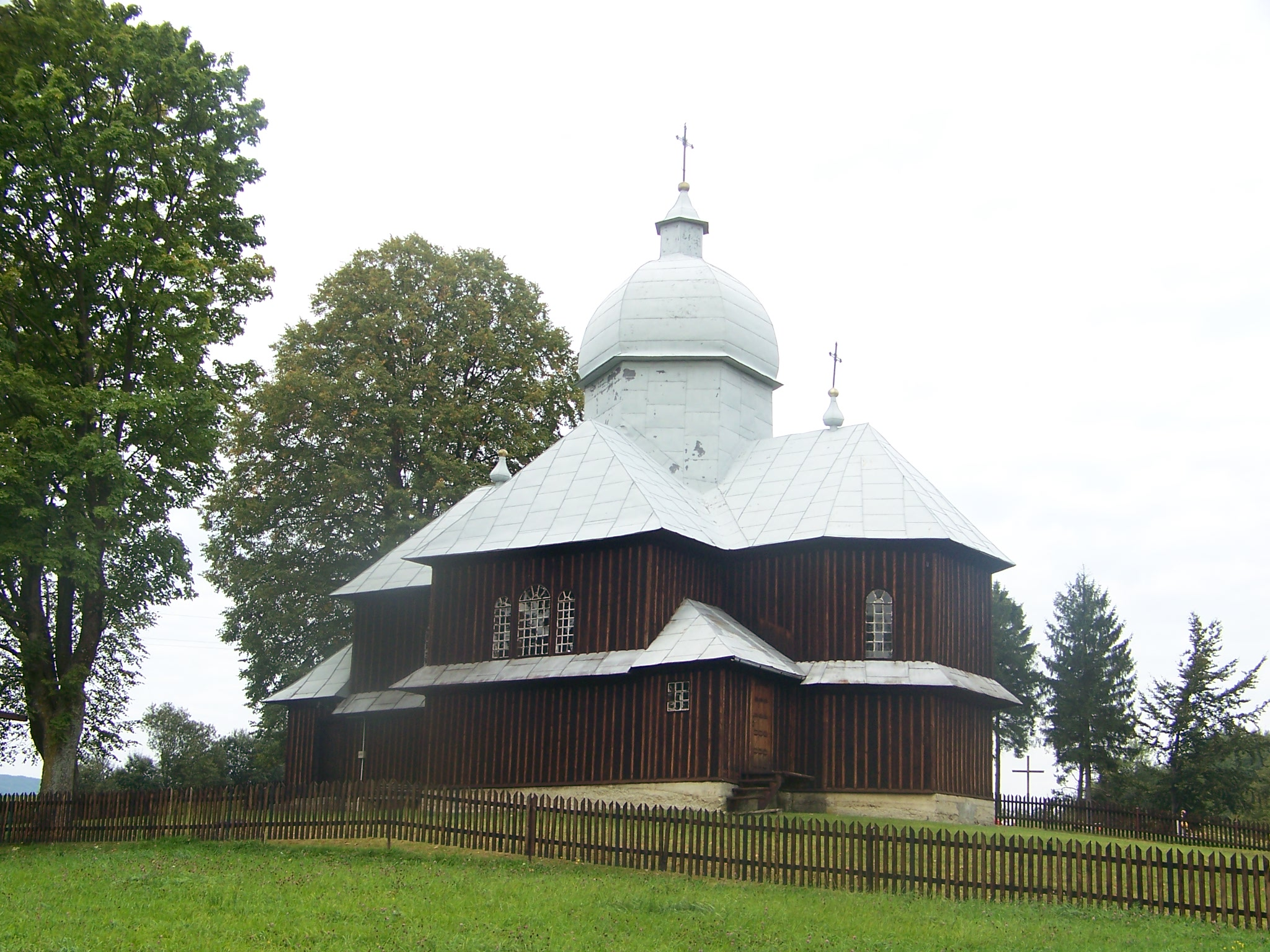
نمایی از کلیسای ارتدکس در روستای «خوشووچک»

خوشووچک (به لهستانی:  Hoszowczyk) یک روستا در لهستان است که در گمینا اوستژکی دولنه واقع شده‌است.